# Pilar Dughi
María del Pilar Dughi Martínez (Lima, 5 de abril de 1956 - 6 de marzo de 2006) fue una escritora y psiquiatra peruana. Es considerada una de las escritoras peruanas más representativas de la segunda mitad del siglo XX. Concluyó sus estudios de psiquiatría y literatura en la Universidad Nacional Mayor de San Marcos y la Pontificia Universidad Católica del Perú, respectivamente. Además de su carrera como escritora, trabajó como psiquiatra en diversas ONG dedicadas al apoyo de mujeres y niños tales como Unicef, la asociación feminista Flora Tristán y la asociación civil Manuela Ramos. 

## Biografía
Pilar Dughi nació en el año 1956 en Lima, hija de Juan Dughi y María Martínez. Dughi era la segunda de tres hermanos. Creció en el distrito de Miraflores, en un hogar de clase media en el cual se gestaba un ambiente artístico. El padre de Dughi inculcó en sus hijos desde muy temprana edad la lectura. Según relataría Dughi, cada hijo era dueño de una máquina de escribir y una biblioteca personal. Durante su época escolar, desarrolló afinidad por la lectura y la escritura narrativa.
A pesar de su inclinación por la literatura, Dughi optó por estudiar Medicina Humana. Realizó sus estudios en España, dado que tenía familia allí. No obstante, retornó al Perú al encontrarse insatisfecha con la calidad de enseñanza.
Compaginó sus estudios de medicina con sus estudios en Letras y la participación en las tertulias de grupos de literatos e intelectuales en el Perú. Compartió veladas literarias con intelectuales como Jorge Valenzuela, Dante Castro, Mariella Sala, Mario Bellatin, entre otros amigos.
Posteriormente, realizó un postgrado en ciencias sociales en la Sorbona, en París. Hasta antes de su muerte, seguía un máster en Literatura.

### Trayectoria literaria
En 1986, Pilar Dughi publicó sus primeros cuentos en la revista literaria La casa de Cartón. "Uno de los trece" y "El canto de la mariposa" fueron incluidos en una edición especial de dicha publicación. Tres años después publicó su primer libro titulado La premeditación y el azar bajo la editorial Colmillo. El texto fue dedicado a su hijo Sebastián. Contiene 15 cuentos con temática realista, situados en el contexto peruano. Sus personajes principales se caracterizan por su soledad, opresión y situación crítica. Esta tendencia continuó en su segunda obra Ave de la noche (1996). 
En diciembre de 1995 ganó el Tercer Concurso Nacional de Cuento, organizado por la Asociación Peruano Japonesa, con una recopilación de relatos titulada Ave de la noche, título de uno de los relatos más representativos del libro, centrado en la historia de un asesino en serie.
En 1996, recibió el Premio Copé de bronce, otorgado por Petroperú, por su cuento "Aeda".
En 1997 ganó el Premio de Novela Corta del Banco Central de Reserva con su novela Puñales escondidos, protagonizada por el personaje de Fina Artadi. Durante esta época, realizó una Maestría y un Doctorado en Literatura en la Universidad Nacional Mayor de San Marcos en Lima.
Su obra póstuma, La horda primitiva, recoge un conjunto de relatos que ella ya había publicado con anterioridad y un relato inédito titulado Los guiños del destino.
En el 2017, Campo Letrado compiló sus tres libros de cuentos en Todos los Cuentos.
Dughi ha sido incluida en antologías tales como Cuentas: Narradoras Peruanas del siglo XX, Incendiar el presente: la narrativa peruana de la violencia política y el archivo (1984-1989) y Fire from the Andes: Short Fiction by Women from Bolivia, Ecuador, and Peru.

### Participación en ONGs
En 1986, Dughi conoció por medio del narrador Cronwell Jara a las autoras Mariella Sala y Carmen Ollé en una reunión de la asociación feminista Flora Tristán. Posteriormente Dughi se unió a la asociación y trabajó en ella durante la época de los 80. Llegó a ocupar el cargo de Directora, además de mantener amistad con Sala y Ollé.
Dughi también fue directora de la asociación civil Manuela Ramos. Bajo la editorial de esta organización, publicó Manuela Ramos en la década de los '90 en el 2001.
En su regreso al Perú, después de sus estudios en Francia empezó, a trabajar como consultora de Unicef. Su labor como psiquiatra le permitía estar en contacto con la realidad del ser humano y con la situación social de las mujeres y los niños, especialmente en los entornos más desfavorecidos. Al igual que en su participación en la asociación Manuela Ramos, en 1995 Dughi publicó Salud mental, infancia y familia: criterios de atención para niños y familias víctimas de la violencia armada bajo la editorial Unicef.

### Muerte
En 2006 fallece a consecuencia de un cáncer de páncreas diagnosticado tan solo un mes antes. Durante ese tiempo Dughi dio instrucciones a su hijo Sebastián para que se publicara su obra póstuma La horda primitiva y se destruyeran sus diarios personales por considerarlos demasiado íntimos y poco literarios para su publicación. Dughi utilizó como epígrafe de su primer libro estas palabras de la escritora Marguerite Yourcenar:
La muerte, la mía, será de piedra. Conozco las pasarelas, los puentes giratorios, todas las zapas de la Fatalidad. No puedo perderme. La muerte, para acabar conmigo, tendrá que contar con mi complicidad.

## Obra
Dughi recibió influencia de una diversidad de autores, entre los cuales se encontraron connacionales. Algunos de ellos fueron Ernest Hemingway, Vladimir Nabokov, J. D. Salinger, Bernard Malamaud, Antón Chéjov, Guy de Maupassant, Roberto Arlt, Juan Carlos Onetti, Jorge Luis Borges, Julio Cortázar y su connacional Julio Ramón Ribeyro.
 

Respecto a la temática de su obra, Dughi comenta lo siguiente: 
Una se imagina una vida para sí misma, pero de pronto, una serie de hechos pueden hacernos cambiar de rumbo fortuita o desafortunadamente. Tal vez el aspecto temático que tiene continuidad en mi escritura, es la transformación perenne entre el proyecto de vida imaginado y el contexto que nos rodea y que se impone. Por eso quizás, algunos personajes parecen estar abrumados por su experiencia cotidiana. 
Si bien el género de sus cuentos es variado, su obra se concentra en el terror, el fantástico y el realismo urbano. Existe además una fuerte vinculación con la problemática femenina, como puede observarse en sus personajes femeninos. El rol de la mujer peruana contemporánea es explorado en historias como "Di que sí", "Futuro prometido", "El desayuno" y "La Noche de Walpurgis". En ellos, se explora de diferentes maneras la idea del matrimonio y la necesidad de tener esposo. Por otro lado, cuentos como "Los días y las horas" y "Christi nomine invocato" exploran en mayor profundidad la relación de la mujer con la violencia de su entorno. 
Dughi situó parte de sus relatos en la violenta década de 1980 en el Perú, caracterizada por el terrorismo y la álgida crisis económica. Diversas bibliografías incluyen sus trabajos como parte de la narrativa peruana disponible de la época. Específicamente, "Los días y las horas" de su primera obra y "Tomando sol en el club" y "El cazador" de su segundo libro.
Su primer libro, La premeditación y al azar, trata la interacción entre lo inesperado y la existencia. Tiene un corte exploratorio y hace un uso más variado de técnicas que posteriores trabajos, como ella misma admite. Se vislumbran particularidades de su narrativa como los procesos de interiorización de sus personajes y la contemporaneidad de sus relatos situados en la ciudad de Lima. Su segunda obra, Ave de la noche (1996), está compuesta por quince cuentos. En ellos, se consolidan la presencia de la violencia y el miedo, la exploración de las relaciones humanas y la complejidad de sus personajes. La mayoría de los cuentos se sitúa en la Lima contemporánea y contiene personajes realistas. No obstante, algunos, como "Orbe Novo" y "Parábola de Cervantes y Lope", narran de manera casi anecdótica relatos relacionados con la vida de personajes históricos.
Su primera y única novela, Puñales escondidos, fue publicada en 1998, con prólogo por Carmen Ollé. La novela pertenece al género policial y realiza a la vez una crítica a las complicaciones del sistema bancario del Perú. Narra la historia de Fina Artidi, una mujer pronta a jubilarse que descubre irregularidades en la contabilidad de clientes. Dughi hace uso de la literatura japonesa como catalizador para que Artidi reexamine su vida y tome decisiones con significativo impacto en su futuro. En una entrevista, Dughi comentó que la inclusión de los títulos y otros elementos de la cultura japonesa fueron producto de un interés hacia ésta desarrollado desde su época universitaria. Este interés la llevó a leer a autores como Yasunari Kawabata, Yukio Mishima y Jun'ichirō Tanizaki. Además, a través de sus amistades cultivó una apreciación por las particularidades de la cultura japonesa.

### Cuentos
- La premeditación y el azar, Lima, Editorial Colmillo Blanco, 1989.
- Ave de la noche, Lima, Ediciones PEISA, 1996.
- La horda primitiva, Lima, Ediciones PEISA, 2008.
- Todos los cuentos, Lima, Campo Letrado Editores, 2017.

### Novela
- Puñales escondidos, Lima, Banco Central de Reserva, 1998. Lima, Cocodrilo Ediciones, 2017

### Investigación
- Salud mental, infancia y familia: criterios de atención para niños y familias víctimas de la violencia armada, Lima, Editorial UNICEF, 1995.
- Manuela Ramos en la década de los '90, Lima, Editorial Movimiento Manuela Ramos, 2001.

## Premios
- Tercer Concurso Nacional de Cuento (1995), por la Asociación Peruano Japonesa.
- Premio Copé de bronce (1996), por Petroperú.
- Premio de Novela Corta Julio Ramón Ribeyro (1997), por Banco Central de Reserva.

## Entrevista
Pilar Dughi fue entrevistada en numerosas ocasiones, especialmente, para publicaciones periódicas de literatura. En cuanto a las entrevistas grabadas en video, actualmente puede consultarse en YouTube la charla que la escritora tuvo con el conductor del programa Vano Oficio, Ivan Thays, en el 2001: https://www.youtube.com/watch?v=34aha4UXJQ4